# Lijst van darters met een PDC Tourkaart 2024
Aan 128 dartsspelers van de Professional Darts Corporation werden voor 2024 tourkaarten toegekend waarmee zij deel mogen nemen aan alle Players Championships, UK Open Qualifiers en European Tour Qualifiers.
Nieuwe spelers hebben een tourkaart voor ten minste 2 jaar waarbij de verdiensten op nul worden gezet. Op PDC Pro Tour 2023 vindt men wie zich hiervoor heeft geplaatst. Deze ranglijst is niet te verwarren met de PDC Order of Merit, die de bijgewerkte stand op een bepaalde datum aangeeft.

## Spelers
De lijst voor 2024 ziet er als volgt uit:
| Nr. | Speler                | Prijzengeld | Kwalificatie door     |
| --- | --------------------- | ----------- | --------------------- |
| 1   | Luke Humphries        | £ 1.495.500 | Order of Merit top 64 |
| 2   | Michael van Gerwen    | £ 1.132.250 | Order of Merit top 64 |
| 3   | Michael Smith         | £ 1.106.250 | Order of Merit top 64 |
| 4   | Nathan Aspinall       | £ 637.500   | Order of Merit top 64 |
| 5   | Gerwyn Price          | £ 637.250   | Order of Merit top 64 |
| 6   | Rob Cross             | £ 590.500   | Order of Merit top 64 |
| 7   | Danny Noppert         | £ 527.750   | Order of Merit top 64 |
| 8   | Peter Wright          | £ 511.250   | Order of Merit top 64 |
| 9   | Jonny Clayton         | £ 490.000   | Order of Merit top 64 |
| 10  | Dave Chisnall         | £ 489.500   | Order of Merit top 64 |
| 11  | Damon Heta            | £ 478.250   | Order of Merit top 64 |
| 12  | Joe Cullen            | £ 440.750   | Order of Merit top 64 |
| 13  | Dirk van Duijvenbode  | £ 438.750   | Order of Merit top 64 |
| 14  | Dimitri Van den Bergh | £ 408.000   | Order of Merit top 64 |
| 15  | Chris Dobey           | £ 378.750   | Order of Merit top 64 |
| 16  | Stephen Bunting       | £ 371.250   | Order of Merit top 64 |
| 17  | Ross Smith            | £ 371.000   | Order of Merit top 64 |
| 18  | Andrew Gilding        | £ 358.000   | Order of Merit top 64 |
| 19  | James Wade            | £ 349.000   | Order of Merit top 64 |
| 20  | Ryan Searle           | £ 334.750   | Order of Merit top 64 |
| 21  | Josh Rock             | £ 324.500   | Order of Merit top 64 |
| 22  | Gabriel Clemens       | £ 321.000   | Order of Merit top 64 |
| 23  | Martin Schindler      | £ 300.250   | Order of Merit top 64 |
| 24  | Krzysztof Ratajski    | £ 298.500   | Order of Merit top 64 |
| 25  | José de Sousa         | £ 274.000   | Order of Merit top 64 |
| 26  | Daryl Gurney          | £ 269.250   | Order of Merit top 64 |
| 27  | Gary Anderson         | £ 267.250   | Order of Merit top 64 |
| 28  | Brendan Dolan         | £ 259.000   | Order of Merit top 64 |
| 29  | Raymond van Barneveld | £ 230.500   | Order of Merit top 64 |
| 30  | Scott Williams        | £ 205.750   | Order of Merit top 64 |
| 31  | Luke Littler          | £ 202.500   | Order of Merit top 64 |
| 32  | Kim Huybrechts        | £ 186.750   | Order of Merit top 64 |
| 33  | Madars Razma          | £ 175.750   | Order of Merit top 64 |
| 34  | Callan Rydz           | £ 170.750   | Order of Merit top 64 |
| 35  | Martin Lukeman        | £ 163.500   | Order of Merit top 64 |
| 36  | Ricardo Pietreczko    | £ 157.250   | Order of Merit top 64 |
| 37  | Ryan Joyce            | £ 151.250   | Order of Merit top 64 |
| 38  | Luke Woodhouse        | £ 150.250   | Order of Merit top 64 |
| 39  | Mike De Decker        | £ 139.000   | Order of Merit top 64 |
| 40  | Jim Williams          | £ 137.750   | Order of Merit top 64 |
| 41  | Keane Barry           | £ 128.500   | Order of Merit top 64 |
| 42  | William O'Connor      | £ 128.250   | Order of Merit top 64 |
| 43  | Gian van Veen         | £ 122.500   | Order of Merit top 64 |
| 44  | Simon Whitlock        | £ 120.250   | Order of Merit top 64 |
| 45  | Alan Soutar           | £ 118.500   | Order of Merit top 64 |
| 46  | Ricky Evans           | £ 115.500   | Order of Merit top 64 |
| 47  | Jermaine Wattimena    | £ 113.500   | Order of Merit top 64 |
| 48  | Matt Campbell         | £ 113.250   | Order of Merit top 64 |
| 49  | Rowby-John Rodriguez  | £ 111.500   | Order of Merit top 64 |
| 50  | Steve Beaton          | £ 111.250   | Order of Merit top 64 |
| 51  | Boris Krčmar          | £ 101.750   | Order of Merit top 64 |
| 52  | Adrian Lewis          | £ 101.250   | Order of Merit top 64 |
| 53  | Vincent van der Voort | £ 97.000    | Order of Merit top 64 |
| 54  | Cameron Menzies       | £ 94.500    | Order of Merit top 64 |
| 55  | Mensur Suljović       | £ 94.000    | Order of Merit top 64 |
| 56  | Mickey Mansell        | £ 93.500    | Order of Merit top 64 |
| 57  | Jamie Hughes          | £ 91.250    | Order of Merit top 64 |
| 58  | Ritchie Edhouse       | £ 89.500    | Order of Merit top 64 |
| 59  | Ryan Meikle           | £ 87.000    | Order of Merit top 64 |
| 60  | Florian Hempel        | £ 86.750    | Order of Merit top 64 |
| 61  | Adam Gawlas           | £ 86.500    | Order of Merit top 64 |
| 62  | Kevin Doets           | £ 83.500    | Order of Merit top 64 |
| 63  | Mervyn King           | £ 81.750    | Order of Merit top 64 |
| 64  | Ian White             | £ 80.750    | Order of Merit top 64 |
| 65  | Richard Veenstra      | £ 67.500    | Q-School 2023         |
| 66  | Niels Zonneveld       | £ 51.500    | Q-School 2023         |
| 67  | Lee Evans             | £ 45.000    | Q-School 2023         |
| 68  | Dylan Slevin          | £ 42.750    | Q-School 2023         |
| 69  | Keegan Brown          | £ 32.750    | Q-School 2023         |
| 70  | Maik Kuivenhoven      | £ 29.750    | Q-School 2023         |
| 71  | Jeffrey de Zwaan      | £ 28.500    | Q-School 2023         |
| 72  | Stephen Burton        | £ 27.250    | Q-School 2023         |
| 73  | Daniel Klose          | £ 26.000    | Q-School 2023         |
| 74  | Karel Sedláček        | £ 22.000    | Q-School 2023         |
| 75  | Arron Monk            | £ 20.000    | Q-School 2023         |
| 76  | Jurjen van der Velde  | £ 19.750    | Development Tour 2022 |
| 77  | Robert Owen           | £ 18.000    | Challenge Tour 2022   |
| 78  | Jeffrey Sparidaans    | £ 18.000    | Q-School 2023         |
| 79  | Pascal Rupprecht      | £ 18.000    | Q-School 2023         |
| 80  | Graham Usher          | £ 15.750    | Q-School 2023         |
| 81  | Josh Payne            | £ 15.500    | Q-School 2023         |
| 82  | Graham Hall           | £ 15.500    | Q-School 2023         |
| 83  | Nick Kenny            | £ 13.750    | Q-School 2023         |
| 84  | Adam Smith-Neale      | £ 13.750    | Q-School 2023         |
| 85  | Geert Nentjes         | £ 13.500    | Development Tour 2022 |
| 86  | Ronny Huybrechts      | £ 12.250    | Q-School 2023         |
| 87  | Owen Roelofs          | £ 11.000    | Q-School 2023         |
| 88  | Adam Warner           | £ 10.000    | Q-School 2023         |
| 89  | Danny van Trijp       | £ 9.500     | Challenge Tour 2022   |
| 90  | Robbie Knops          | £ 8.750     | Q-School 2023         |
| 91  | Callum Goffin         | £ 7.750     | Q-School 2023         |
| 92  | Jacques Labre         | £ 4.750     | Q-School 2023         |
| 93  | Christian Perez       | £ 3.000     | Q-School 2023         |
| 94  | Berry van Peer        | £ 0         | Challenge Tour 2023   |
| 95  | Owen Bates            | £ 0         | Challenge Tour 2023   |
| 96  | Wessel Nijman         | £ 0         | Development Tour 2023 |
| 97  | Nathan Rafferty       | £ 0         | Development Tour 2023 |
| 98  | Martijn Dragt         | £ 0         | Q-School 2024         |
| 99  | Steve Lennon          | £ 0         | Q-School 2024         |
| 100 | Jelle Klaasen         | £ 0         | Q-School 2024         |
| 101 | Robert Grundy         | £ 0         | Q-School 2024         |
| 102 | Andy Baetens          | £ 0         | Q-School 2024         |
| 103 | Leighton Bennett      | £ 0         | Q-School 2024         |
| 104 | Jeffrey de Graaf      | £ 0         | Q-School 2024         |
| 105 | Dom Taylor            | £ 0         | Q-School 2024         |
| 106 | Haupai Puha           | £ 0         | Q-School 2024         |
| 107 | Jules van Dongen      | £ 0         | Q-School 2024         |
| 108 | Radosław Szagański    | £ 0         | Q-School 2024         |
| 109 | Chris Landman         | £ 0         | Q-School 2024         |
| 110 | Patrick Geeraets      | £ 0         | Q-School 2024         |
| 111 | Jitse van der Wal     | £ 0         | Q-School 2024         |
| 112 | Paul Krohne           | £ 0         | Q-School 2024         |
| 113 | Benjamin Drue Reus    | £ 0         | Q-School 2024         |
| 114 | Mario Vandenbogaerde  | £ 0         | Q-School 2024         |
| 115 | Lukas Wenig           | £ 0         | Q-School 2024         |
| 116 | Thibault Tricole      | £ 0         | Q-School 2024         |
| 117 | Michele Turetta       | £ 0         | Q-School 2024         |
| 118 | Tim Wolters           | £ 0         | Q-School 2024         |
| 119 | Matthew Dennant       | £ 0         | Q-School 2024         |
| 120 | William Borland       | £ 0         | Q-School 2024         |
| 121 | Joshua Richardson     | £ 0         | Q-School 2024         |
| 122 | James Hurrell         | £ 0         | Q-School 2024         |
| 123 | George Killington     | £ 0         | Q-School 2024         |
| 124 | Danny Lauby           | £ 0         | Q-School 2024         |
| 125 | Rhys Griffin          | £ 0         | Q-School 2024         |
| 126 | Brett Claydon         | £ 0         | Q-School 2024         |
| 127 | Darren Beveridge      | £ 0         | Q-School 2024         |
| 128 | Adam Hunt             | £ 0         | Q-School 2024         |